# Тарасов Олександр Юрійович
Олександр Юрійович Тарасов (нар. 4 грудня 2003, Білгород-Дністровський, Одеська область, Україна) — український футболіст, правий захисник одеського «Реал Фарма».

## Життєпис
Народився в місті Білгород-Дністровський Одеської області. Вихованець ДЮСШ рідного міста, в складі якої з 2015 по 2016 рік грав у юнацькому чемпіонаті Одеської області. У ДЮФЛУ з 2016 по 2020 рік грав за ФСК «Ілічівець» (Чорноморськ), «Чорноморець» (Одеса) та «Миколаїв».
У дорослому футболі дебютував 2019 року в складі команди рідного міста «Дністровець», за яку провів 1 матч у чемпіонаті Одеської області. Наприкінці вересня 2022 року вільним агентом перейшов до «Ниви», з якою підписав свій перший професійний контракт. На професійному рівні дебютував 29 жовтня 2022 року в переможному (4:0) домашньому поєдинку 10-го туру групи А Першої ліги України проти франківського «Прикарпаття». Олександр вийшов на поле на 88-й хвилині замість Олега Соколова. У складі тернополян цей матч став єдиним для молодого захисника. Потім Олександр Тарасов грав на аматорському рівні за «ФА Тернопіль» та «Титан» (Одеса).
5 вересня 2024 року уклав договір з «Реалом Фармою». У футболці одеського клубу дебютував 8 вересня 2024 року в програному (0:3) виїзному поєдинку 5-го туру групи А Другої ліги України проти «Куликова-Білки». Олександр вийшов на поле в стартовому складі та відіграв увесь матч.